# Професионалната бейзболна лига 2
„Професионалната бейзболна лига 2“ (на английски: Major League II) е американска спортна комедия от 1994 година на режисьора Дейвид С. Уорд, във филма участват Чарли Шийн, Том Беринджър и Корбин Бернсен, които повтарят своите роли. Продължение е на филма „Професионалната бейзболна лига“ (1989)